# Religião no Haiti
A religião é uma poderosa força política e social no Haiti, um país predominantemente católico romano.

## Cristianismo
Cerca de 95% da população afirmam professar crenças cristãs e, a denominação mais professada, de longe, é o catolicismo romano. À semelhança do resto da América Latina, o Haiti foi colonizado por potências católicas européias. Na sequência deste legado, o catolicismo é consagrado na Constituição haitiana como a religião oficial do Estado, e entre 80 e 85% dos haitianos são católicos. O Papa João Paulo II visitou o Haiti em 1983. Em um discurso na capital do país, Porto Príncipe, ele criticou o governo de Jean-Claude Duvalier. Acredita-se que o impacto desse discurso sobre a burocracia Católica no Haiti, contribuiu para a sua remoção em 1986.
Segundo a Igreja Católica no Haiti, as dez dioceses das duas províncias eclesiásticas do Haiti contam com até 251 paróquias e cerca de 1500 cristãos das comunidades rurais. O clero local possui 400 sacerdotes diocesanos e 300 seminaristas. Há também 1.300 religiosos sacerdotes missionários pertencentes a mais de 70 ordens religiosas e confrarias.

### Outras denominações cristãs
Entre 10 e 15% dos cristãos professos do Haiti são evangélicos. A Igreja Ortodoxa Oriental possui missões no Haiti. A Igreja Adventista do Sétimo Dia e o pentecostalismo também possuem seguidores significativos.

#### Santos dos Últimos Dias (Mórmons)
A Igreja de Jesus Cristo dos Santos dos Últimos Dias foi estabelecida no Haiti em 1977. O trabalho missionário aberto no Haiti foi em maio de 1980, sob a direcção da Missão das Índias Ocidentais. Atualmente, existem 15.489 santos dos últimos dias no país..

#### Testemunhas de Jeová
As Testemunhas de Jeová estão presentes com cerca de 16.000 membros, sendo que mais de 65.000 tem assistido suas reuniões ou participando de seus cursos bíblicos. As Testemunhas estão promovendo sua educação bíblica no Haiti por mais de 80 anos. Em 2009 tiveram um aumento médio de 5%. Relatórios oficiais indicam que a Associação internacional das Testemunhas de Jeová prestou ativamente ajuda humanitária ao povo do Haiti, após o Terremoto do Haiti de 2010.

## Vodu
É muito comum a prática de Vodu no Haiti. Estima-se que 80% dos católicos do país praticam os rituais de vodu. Também conhecido como vodoo, esta religião de origem africana é também considerada a religião oficial do país desde 2003.

## Islamismo
Existe uma pequena comunidade muçulmana no Haiti, principalmente residente em Porto Príncipe e seus subúrbios. A história do Islã no Haiti começa com a escravidão no país.